# Mauro Scocco
Mauro Scocco (Stoccolma, 11 settembre 1962) è un cantante e polistrumentista svedese di origini italiane.
Ha fatto parte del gruppo pop Ratata negli anni ottanta; in seguito è diventato solista. Suona chitarra, basso e pianoforte.

## Biografia
Scocco è cresciuto a Stoccolma e a Borås, col fratello minore Sandro, divenuto poi un noto economista e imprenditore. Ha formato il gruppo pop Ratata nel 1980 insieme a un paio di compagni di classe. Il primo singolo della band è stato För varje dag ("Per ogni giorno"), pubblicato nell'album d'esordio Ratata nel 1981. Il gruppo si è poi sciolto nel 1989 e Scocco ha quindi iniziato una carriera solista di successo. Molte sue canzoni hanno raggiunto la vetta nelle classifiche svedesi: Sarah, Vem är han? ("Chi è lui ?"), Till de ensamma ("Per i solitari"), Nelly, Långsamt farväl ("Lento addio"), Överallt ("Ovunque"). Oltre ad essere un artista solista, scrive e produce musica per altri cantanti pop; la più famosa di questi è Lisa Nilsson. Scocco ha scritto Himlen runt hörnet ("Il cielo dietro l'angolo") per lei nei primi anni del 1990.
Nel 1991 Scocco ha pubblicato un album strumentale (al pianoforte), Det Sjungande Trädet ("L'albero cantante"), ispirandosi a Erik Satie. Nella primavera del 2004, Scocco è stato un disc jockey nel talk-show svedese Sen kväll med Luuk. Nell'autunno del 2005 Scocco ha pubblicato il singolo Kall Stjärna ("stella fredda") estratto dall'album Herr Jimsons Äventyr ("Le avventure di Mr. Jimson "), canzone che ha raggiunto la top dei titoli più scaricati su iTunes Store.

## Vita privata
Ha una figlia, Bianca.

## Discografia

### Da solista
- Mauro Scocco (1988)
- Dr. Space Dagbok (1990)
- Det Sjungande Trädet (1991)
- Ciao! (1992)
- 28 Grader i Skuggan (1994)
- Godmorgon Sverige (1996)
- Hits (1997)
- Tillbaks Till Världen (1999)
- Beat Hotel (2003)
- La Dolce Vita - Det Bästa 1982-2003 (2003)
- Herr Jimsons Äventyr (2005)
- Ljudet Av Tiden Som Går (2007)
- Saker Som Jag Gjort : texter & noter - prosa & bilder (2007) [Libro + 3 CD]
- Musik för nyskilda (2011)

### Con i Ratata
- Ratata (1982)
- Jackie (1982)
- Äventyr (1983)
- Paradis (1984)
- Sent i September (1985)
- Mellan Dröm och Verklighet (1987)
- Guld (1987)
- Människor under molnen (1989)
- Svenska Popfavoriter (1998)
- Ratata kollektion (2002)